# Genesi e struttura della società
Genesi e struttura della società. Saggio di filosofia pratica è l'ultima opera  di Giovanni Gentile. Scritto tra l’agosto e il settembre 1943, a Troghi (Firenze), questo trattato di filosofia sociale fu pubblicato postumo nel 1946, a cura della Fondazione Giovanni Gentile per gli studi filosofici.

## Temi trattati
Nell’Avvertenza scritta dal filosofo, del 25 settembre 1943, Gentile precisa che lo scritto riprendeva un gruppo di lezioni tenute nell’anno accademico 1942-43 nell’Università di Roma sulla dottrina trascendentale del volere e della società.
Gentile vi enuclea la tesi dell'umanesimo del lavoro, «il quale succede all'umanesimo della cultura, che fu pure una tappa gloriosa della liberazione dell'uomo. Oggi succede o succederà domani l'umanesimo del lavoro, che non è solo produzione e fatica, ma attività etica e riscatto spirituale». Con la sintesi gentiliana sorge lo Stato nazionale del lavoro, eredità politica e sociale del gentilianesimo.
Scrive Marcello Veneziani nella prefazione all’edizione del 2020: “Quest’opera restò in retaggio solo a pochi isolati studiosi e appassionati di Gentile, e a un ambiente politico e umano che si riconobbe nel Movimento Sociale Italiano e citò quell’opera come il suo catechismo. Nacque un gentilianesimo sentimentale, un po’ di maniera, emotivo e retorico, che produsse scritti di testimonianza più che frutti originali del pensiero. Più citato che letto, più amato che compreso in ambito neofascista; al contrario tra gli intellettuali prevalentemente legati al marxismo fu letto di nascosto e mai citato, fu odiato più che capito”.

## Edizioni
- Casa Editrice Sansoni, Firenze, 1946
- Arnoldo Mondadori, Milano, 1954
- Le Lettere, Milano, 1987
- Vallecchi, Firenze, 2020 (a cura di Marcello Veneziani)
- Oaks Editrice, Sesto San Giovanni, 2021 (a cura di Gennaro Sangiuliano)